# Kanno
Kanno es el nombre del Ser Supremo, entre los nativos de las costas Malgaches como creador de todo lo que existe: creían que todos los bienes dimanan de él. Sin embargo no le concedían una duración eterna. Tendría, por sucesor, otro ser que debía castigar el vicio y recompensar la virtud.
Todos los pueblos de esta costa hacen remontar a este dios el origen de la circuncisión, a la cual sujetan hijos desde la edad de seis meses. Aunque el pueblo tengan de él una fe muy elevada; sin embargo todo su culto se dirige a los espíritus de los muertos.